# 紐霍普 (北卡羅萊納州薩里縣)
紐霍普（英語：New Hope）是位於美國北卡羅萊納州薩里縣的非建制地區。

## 地理
紐霍普所處的海拔為高於海平面326米（即1070英呎），而該地所採用的時區為UTC-5，即北美东部时区（EST）。同時該地設有夏令時間，為UTC-5調快一小時，即UTC-4（EDT）。